# 小行星1892
小行星1892（1892 Lucienne）是一颗围绕太阳公转的小行星。1971年9月16日，保羅·維爾特在齐美尔瓦尔德发现了此天体。
該小行星以法國天體物理學家露西安娜·迪凡命名。
这颗小行星的绝对星等为92.74628375952591等。